# Jayden Cole
Jayden Cole, née le 9 octobre 1985 à Huntington Beach en Californie, est une actrice américaine de films érotiques et pornographiques lesbiens.

## Biographie
Elle a été Penthouse pet of the month en décembre 2009.
Jayden est ouvertement lesbienne

## Filmographie sélective
Film érotique
- 2010 : Bikini Royale 2 : Jill X
- 2010 : Bikini Jones and the Temple of Eros : la fille de la soirée
- 2010 : Bikini Frankenstein : Eve
- 2011 : Life on Top (série télévisée) : Melissa
- 2012 : Focus the Series (série télévisée)
- 2013 : 7 Lives Exposed (série télévisée) : Stacy
- 2014 : Promenades coquines Weekend Sexcapades (téléfilm) : Annie
- 2015 : Carnal Wishes (téléfilm) : Rachel
- 2016 : Submission (série télévisée) : Courtney
- 2016 : Hot and Mean (série télévisée)

Film pornographique
- 2009 : Uncontrollable
- 2010 : We Live Together 13
- 2010 : We Live Together 16
- 2010 : Pin-up Girls 5
- 2011 : I Am Jayden
- 2011 : Lesbian Seductions: Older/Younger 36
- 2012 : Women Seeking Women 86
- 2012 : Allie Haze Loves Girls
- 2013 : We Live Together 26
- 2013 : We Live Together 27
- 2013 : Molly's Life 21
- 2014 : I Don't Like Boys
- 2014 : Tongue Me Down
- 2015 : Cougar and Kitten Tales
- 2015 : Penthouse Pet: All Girl Retreat
- 2016 : Women Seeking Women 127
- 2016 : Women Seeking Women 135
- 2017 : Lesbian Seductions: Older/Younger 58
- 2017 : Lesbian Seductions: Older/Younger 59
- 2018 : Lesbian Seductions: Older/Younger 61
- 2018 : Women Seeking Women 155
- 2018 : Women Seeking Women 156
- 2018 : Mother-Daughter Exchange Club 54